# 川崎市立平間中学校
川崎市立平間中学校（かわさきしりつ ひらまちゅうがっこう）は、神奈川県川崎市中原区上平間にある公立中学校。
幸区の川崎市立古市場小学校、中原区の川崎市立下河原小学校・川崎市立平間小学校の3校の学区から生徒が来ている。

## 概要

### 学区
古市場、東古市場、古市場1丁目、古市場2丁目、田尻町、上平間、幸区下平間の一部、幸区鹿島田2丁目の一部、鹿島田3丁目の一部

### 教育目標
創立の精神
- 心身の健康をはかり、高い品位を保つ。
- 自主自律の気風を育て、個性を伸ばす。
- 互いに協調して、共同の責任を果たす。

### 校舎

#### 校地面積
15,342m2

#### 校舎面積
8,525m2

## 著名な出身者
- 早野宏史（元横浜F・マリノス監督）
- 小山良男（中日ドラゴンズ捕手）
- 山田幸司（S級競輪選手）
- 山下章（ゲームライター、スタジオベントスタッフ社長）
- 新井直登（プロサッカー選手）